# Neodrepanis
Neodrepanis är ett släkte i familjen asiter inom ordningen tättingar. Släktet omfattar endast två arter som enbart förekommer på Madagaskar:
- Solfågelasit (N. coruscans)
- Gulbukig asit (N. hypoxantha)